# Michail Schysneuski

Porträt Schysneuskis auf einem Graffiti mit der Aufschrift Töte mich – Ich werde nicht aufgeben

Michail Michajlawitsch Schysneuski (belarussisch Міхаіл Міхайлавіч Жызнеўскі; * 26. Januar 1988 in Homel, BSSR; † 22. Januar 2014 in Kiew, Ukraine) war ein belarussischer Journalist und politischer Aktivist. Er gehört neben dem armenischstämmigen Sergeij Nigojan zu den ersten Todesopfern des Euromaidans.

## Leben
Schysneuski wurde am 26. Januar 1988 in Homel geboren. Am 11. September 2005 zog er in den Ort Bila Zerkwa nahe Kiew. Er war ein Mitglied der Partei Ukrainische demokratische Allianz für Reformen und Aktivist der rechtsextremen UNA-UNSO.
Schysneuski beteiligte sich an den Euromaidan-Protesten und wurde am 22. Januar 2014 in der Hrushevskohostraße in Kiew niedergeschossen. Er gehörte damit neben dem armenischstämmigen Sergeij Nigojan zu den ersten Todesopfern des Euromaidan. Schysneuski wurde im Dorf Szjag Prazy im Rajon Homel beigesetzt.

## Ehrungen
Schynewski wurde am 28. November 2014 vom ukrainischen Präsidenten Petro Poroschenko mit dem Titel „Held der Himmlischen Hundert“ ausgezeichnet und am 13. Juni 2017 wurde ihm als erstem Ausländer, posthum der Titel Held der Ukraine verliehen. In der Hrushevskohostraße in Kiew wurde ihm zu Ehren ein Denkmal errichtet. In der Stadt Owrutsch wurde eine Straße nach ihm benannt.

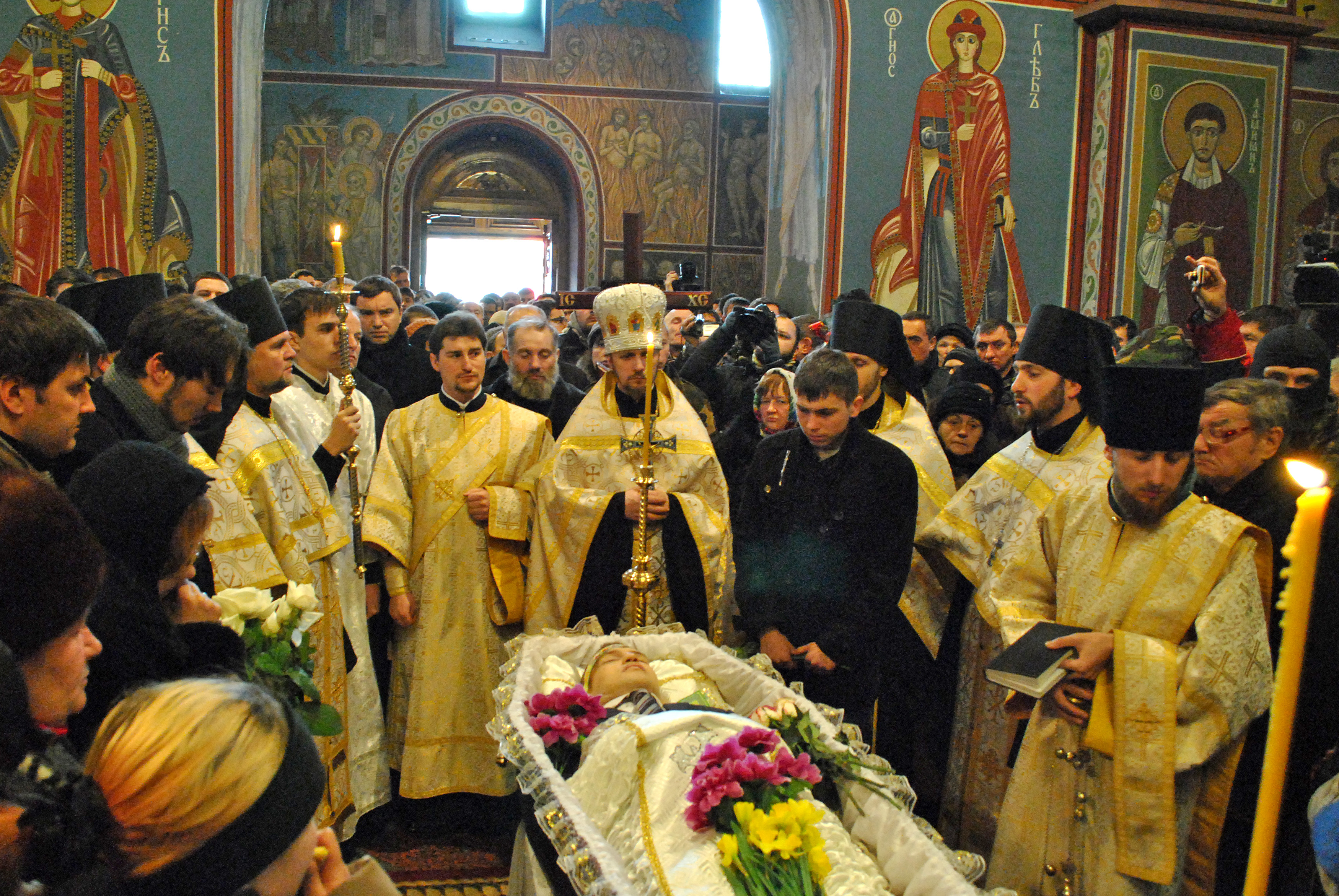
Gedenkfeier für Schysneuski in der St. Michael-Kathedrale in Kiew
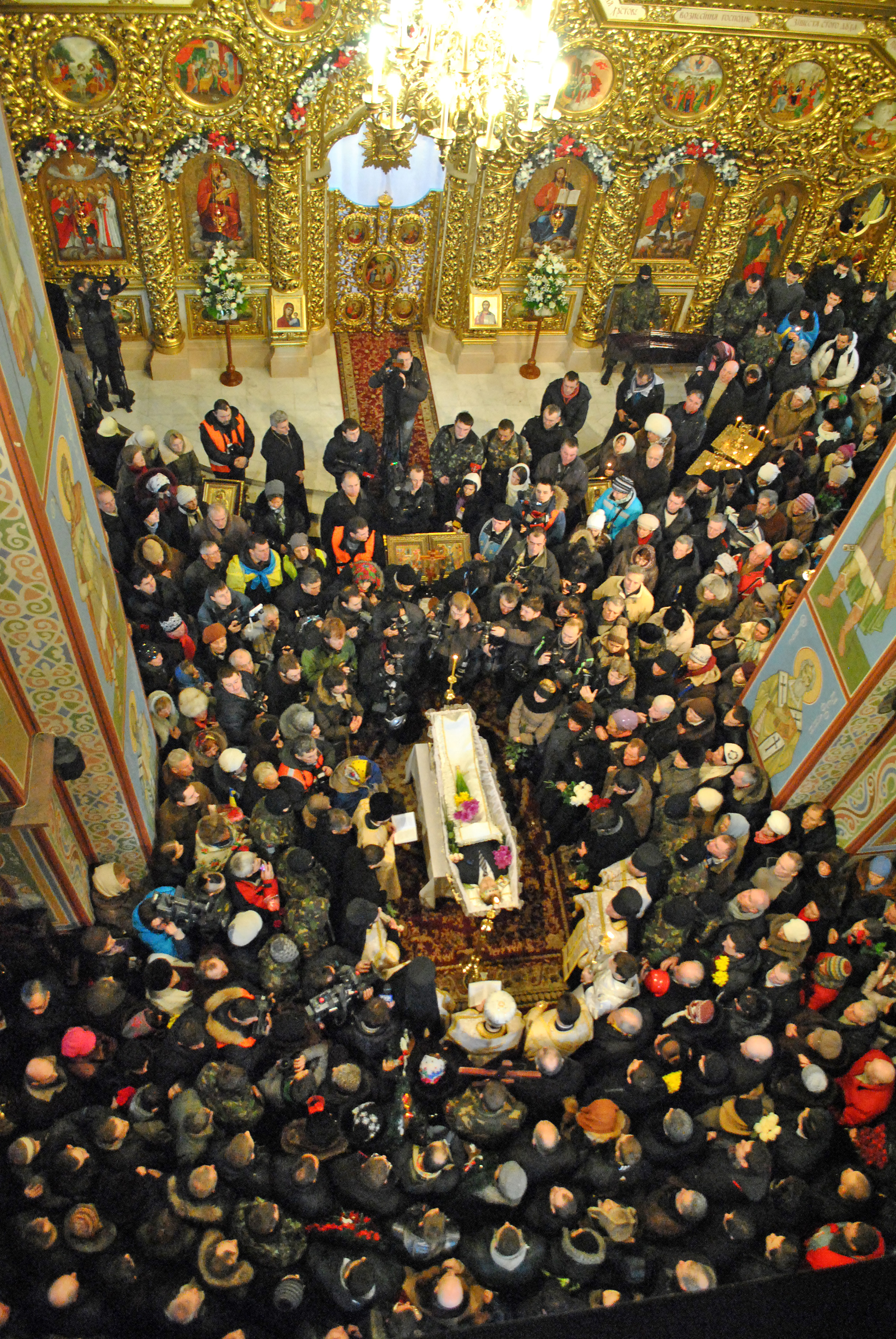
Gedenkfeier für Schysneuski in der St. Michael-Kathedrale in Kiew
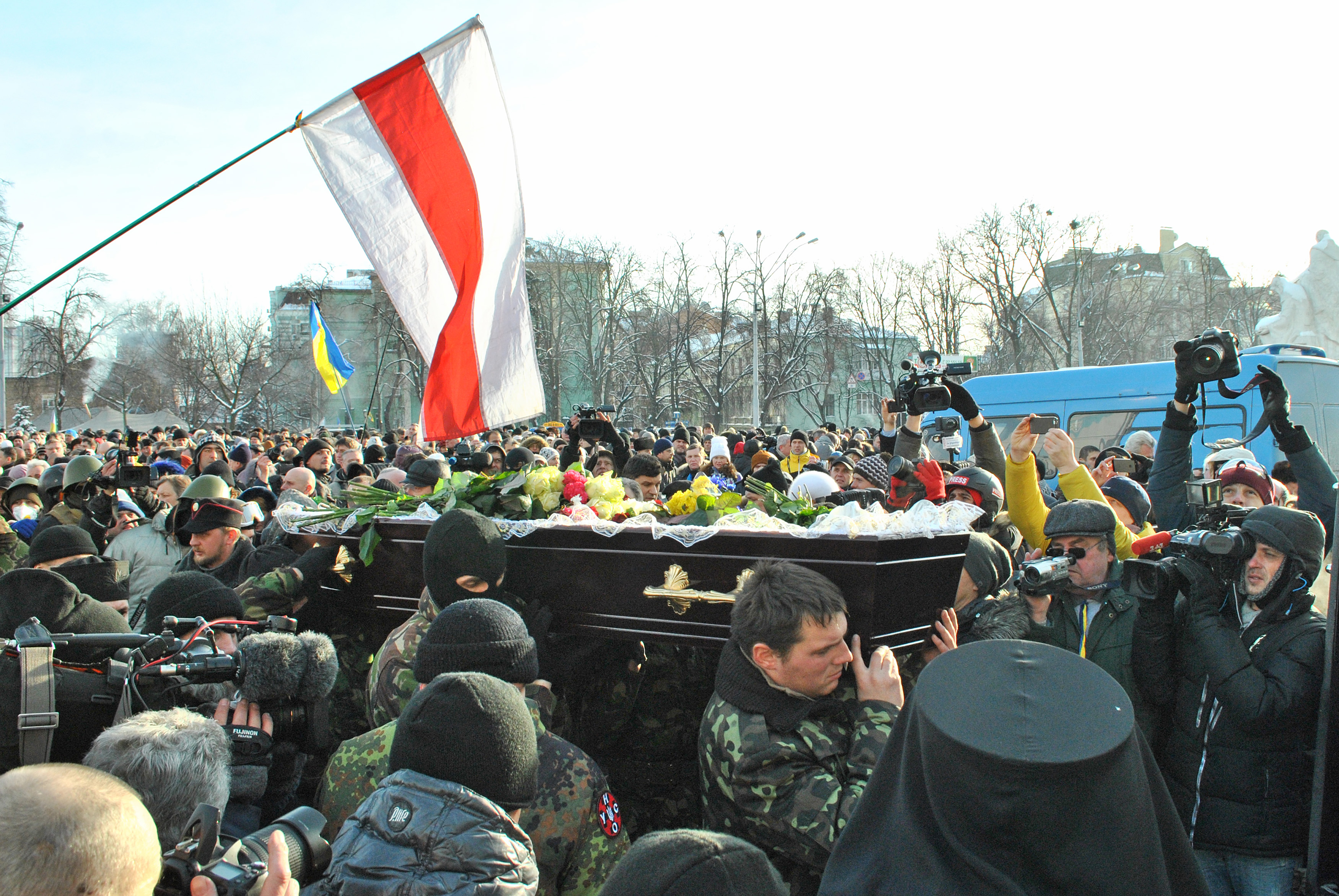
Trauerzug für Schysneuski in Kiew
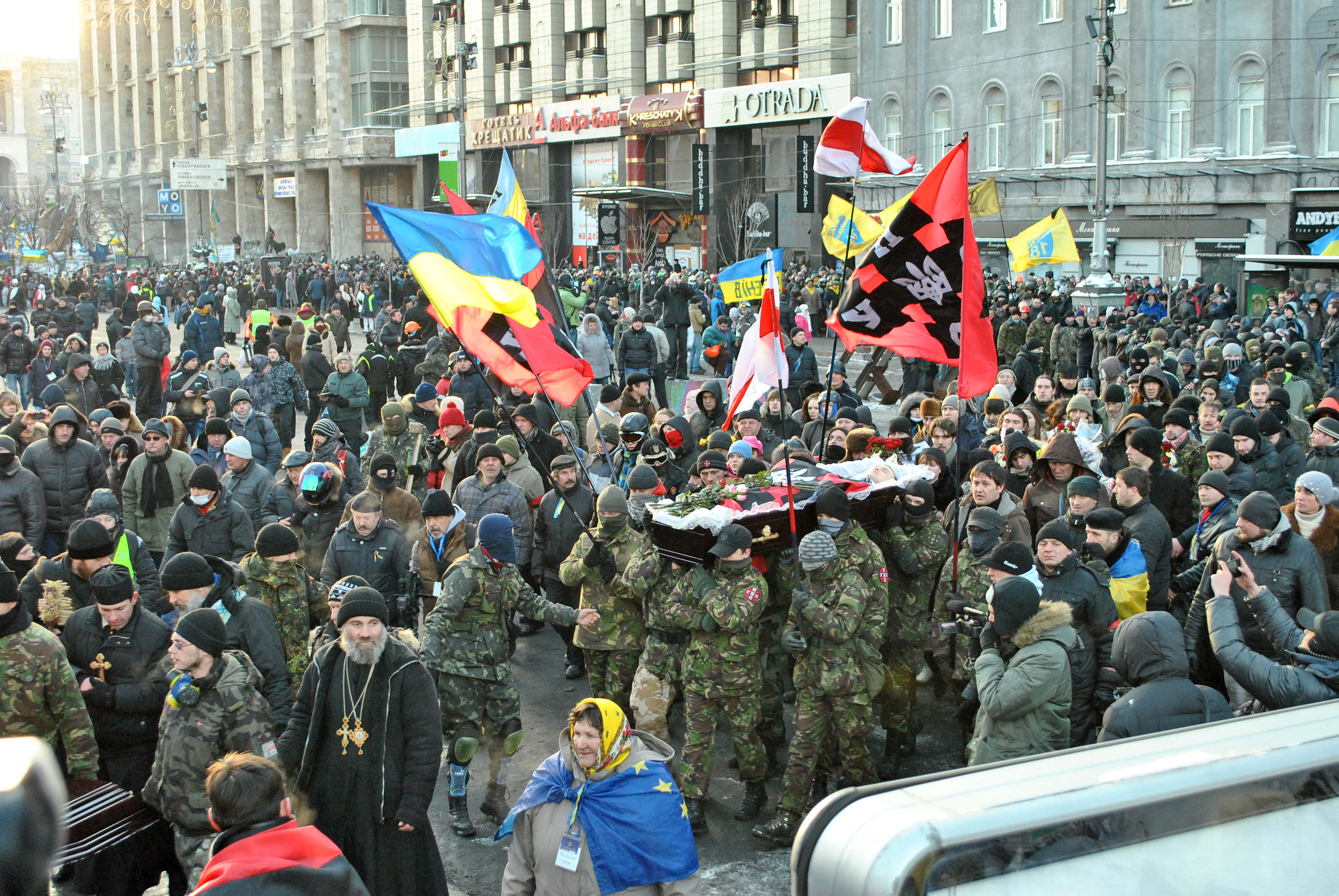
Trauerzug für Schysneuski in Kiew